# Álvaro Gonçalves Camelo
Álvaro Gonçalves Camelo (? - 1418) foi um nobre, religioso, militar, diplomata e espião português que viveu nos séculos XIV e XV.

## Biografia
D. Frei Álvaro Gonçalves Camelo era filho primogénito de Gonçalo Nunes Camelo e de sua primeira mulher Aldonça Rodrigues Pereira e aparentado proximamente com D. Nuno Álvares Pereira.
Sucedeu a seu pai como Co-Senhor da Torre de Portocarreiro e sucedeu a seu irmão mais novo Vasco Gonçalves Camelo como 2.° Senhor de Baião de juro e herdade.
Depois da morte do Prior do Crato da Ordem do Hospital D. Frei Álvaro Gonçalves Pereira, D. Fernando I de Portugal, usurpando a jurisdição eclesiástica, deu o Priorado ao filho primogénito daquele, D. Frei Pedro Álvares Pereira, supondo, talvez, que lhe pertencia por direito de sucessão. Como a eleição canónica pertencia ao Grão-Mestre da Ordem, que estava em Rodes, este não concordou com a nomeação real e despachou para o cargo D. Álvaro Gonçalves Camelo, o que foi confirmado pelo Papa Urbano IV. D. Fernando I recorreu para o Antipapa Clemente VII para dar o lugar a D. Pedro Álvares Pereira. A questão arrastou-se longos anos e, enquanto não foi decidida, exerceu o cargo interinamente D. Frei Lourenço Esteves de Góis, Comendador de Vera Cruz. A Ordem venceu a questão a 27 de Maio de 1386 e, em 1387, D. Álvaro Gonçalves Camelo tomava posse do cargo.
Apesar de ser um dos mais notáveis guerreiros de D. João I de Portugal, teve graves desinteligências com este Monarca, que o prendeu no Castelo de Coimbra. Reconciliado com o Rei, voltou a exercer o cargo de Prior do Crato, pelos anos de 1403 a 1418, dando-lhe D. João I o Senhorio de Guimarães. Foi, também, Marechal do Reino, Meirinho-Mor de Entre-Douro-e-Minho, Alcaide-Mor de Santarém e Senhor de Atalaia, Baião, Lágea, Ouguela, São Cristóvão de Nogueira, Penela, etc.
Com o Anadel-Mor dos Besteiros do Conto e Capitão-Mor do Mar, Afonso Furtado, foi enviado por D. João I a Ceuta, examinar a cidade e as suas obras defensivas, na preparação da conquista daquela Praça. A missão foi dissimulada: o Rei mandava-os como Embaixadores à Rainha D. Branca I de Navarra, viúva do Rei D. Martim I da Sicília, para lhe proporem o casamento com o Infante D. Pedro de Portugal, em substituição do Infante D. João de Portugal, como estava assente. Os dois Emissários pararam em Ceuta para fazer aguada e abastecimento de provisões e puderam, à vontade, examinar a cidade. Prosseguiram a viagem para a Sicília, onde as suas propostas não foram aceites. No seu regresso à Pátria, entregaram ao Rei e ao Conselho um relatório em forma da sua Embaixada e, secretamente, um relatório que foi a base da Conquista de Ceuta a 15 de Agosto de 1415.
Teve uma filha sacrílega e um filho sacrílego: 
- Isabel Pereira (c. 1376 - 1414), casada com Gil Vasques da Cunha (c. 1361 - 1421), do qual foi primeira mulher, com geração
- Álvaro Gonçalves Camelo (? - 1412), Fidalgo da Casa Real e 3.° Senhor de Baião de juro e herdade a 3 de Março de 1403, casado com D. Inês de Sousa, da qual foi primeiro marido, filha de D. Martim Afonso de Sousa e de sua mulher e prima D. Maria de Sousa ou de Briteiros, com geração